# Саммервилл, Крисенсио
Крисе́нсио Джилберт Силверио Кирро Саммерви́лл (нидерл. Crysencio Jilbert Sylverio Cirro Summerville; родился 30 октября 2001 года, Роттердам) — нидерландский футболист, вингер английского клуба «Вест Хэм Юнайтед».

## Клубная карьера
Саммервилл — воспитанник роттердамского клуба «Фейеноорд». В августе 2019 года перешёл на правах аренды в АДО Ден Хааг

## Карьера в сборной
В 2018 году в составе юношеской сборной Нидерландов Саммервилл выиграл юношеский чемпионат Европы в Англии. На турнире он сыграл в матчах против команд Германии, Сербии, Англии, Ирландии и Италии. В поединке против немцев Крисенсио забил гол.

## Достижения

### Командные
Сборная Нидерландов (до 17 лет)
- Чемпион Европы среди игроков до 17 лет: 2018